# 井上一徳
井上 一徳（いのうえ かずのり、1962年7月31日 - ）は、日本の政治家、防衛官僚。衆議院議員（1期）、希望の党幹事長（第2代）兼政策調査会長（初代）兼国会対策委員長を務めた。

## 来歴
京都府舞鶴市生まれ。京都府立東舞鶴高等学校、横浜国立大学経済学部卒業。在学中に1年間休学し、アルバイトをしながらアジアやヨーロッパを旅行して回った。
1986年、防衛庁（現防衛省）に入庁。同期入省に、岡真臣（防衛審議官）、芹澤清(防衛省大臣官房長)、土本英樹(防衛装備庁長官）らがいる。
2006年、安倍政権下では公募により白間竜一郎や、高橋洋一、清水康弘らとともに首相官邸で首相補佐官付内閣参事官を務め、国家安全保障問題担当の首相補佐官だった小池百合子に仕えた。
その後、防衛省大臣官房文書課長を経て、2014年より沖縄防衛局長。沖縄防衛局長就任後、名護市辺野古沿岸部のサンゴ礁を破壊した沖縄県漁業調整規則違反容疑で名護市民から告発されていたが、2012年7月12日、那覇地方検察庁は嫌疑不十分で不起訴処分を下した。沖縄防衛局長を退任後、防衛装備庁調達管理部長、防衛省大臣官房審議官（情報本部副本部長併任）を経て2017年9月29日防衛省を退職した。
2017年9月25日、第48回衆議院議員総選挙京都5区に小池百合子東京都知事を中心に結成された希望の党から立候補する意向を表明。同区からは井上に加え、引退する谷垣禎一の後継で自由民主党から立候補した本田太郎（元京都府議会議員）、無所属の中山泰（元京丹後市長）ら5人が立候補し、井上は得票数4位で惨敗したものの（本田が当選）、重複立候補していた比例近畿ブロックで2位に登載されていたため、比例復活により初当選した。同党の比例近畿ブロックの名簿では、比例単独1位に樽床伸二、比例2位重複で井上が登載され、他の候補は全て重複3位に登載されていたため、低い惜敗率で復活した井上に対し、10月25日に開かれた党の両院議員総会で、同じ京都府選出の泉健太（小選挙区で当選）から議員辞職を勧告された。
2018年2月7日、希望の党と民進党との連携を巡り、これに反発する希望の党参議院議員団代表の松沢成文が、古川元久幹事長に希望の党の分党協議を申し入れた際、分党を望む議員リストに名を連ねた（井上の他、中山成彬衆議院議員、中山恭子参議院議員、行田邦子参議院議員）。同年5月7日、希望の党が解散し、国民党（直後に民進党と合併し国民民主党を結成）、新たな希望の党に分党した際は、新・希望の党に参加した。新たに結党した希望の党では政策調査会長に起用された。2019年5月28日の党役員人事で幹事長と国会対策委員長も兼任となった。
一方で井上は希望の党の活動と並行して国民民主党のサポーターにも登録しており、2020年に野党再編により再設立された（新）国民民主党でもサポーターとなったほか、国民民主党京都府連特別幹事の職にも就いた。
2021年2月1日、希望の党に離党届を提出。井上は「次期衆院選に向けて新たな保守改革勢力が結集できればと考えている。当分の間は無所属で活動する」と述べた。
同年10月31日投開票の第49回衆議院議員総選挙に京都5区から無所属で立候補したが落選。その後国民民主党京都府連特別幹事を辞職した。
2022年2月、日本維新の会は同年7月に行われる第26回参議院議員通常選挙の比例区候補者として井上の公認を内定した。7月10日の投開票の結果、井上の比例個人票順位は維新比例候補者26人中16位（井上の個人票数は18,370票）であったため、維新が比例で獲得した8議席に届かず落選した。
2023年11月、苫米地英人が代表を務めるIT企業、コグニティブリサーチラボの執行役員（安全保障担当）に就任。

## 政策・主張

### 憲法
- 憲法改正について、2017年のアンケートで「どちらかと言えば賛成」と回答[32]。2021年のアンケートで「賛成」と回答[33]。

- 憲法9条への自衛隊の明記について、2021年のアンケートで「賛成」と回答[34]。2017年の毎日新聞社のアンケートで「改正して、自衛隊の役割や限界を明記すべき」と回答[35]。

### 外交・安全保障
- 安全保障関連法の成立について、2017年のアンケートで「評価する」と回答[32]。

- 「他国からの攻撃が予想される場合には敵基地攻撃もためらうべきではない」との問題提起に対し、2017年のアンケートで「どちらかと言えば賛成」と回答[32]。2021年のアンケートで「賛成」と回答[33]。

- 「北朝鮮に対しては対話よりも圧力を優先すべきだ」との問題提起に対し、2017年、2021年のアンケートで「賛成」と回答[32][33]。

- 普天間基地の辺野古移設について、2021年のアンケートで「どちらかと言えば賛成」と回答[33]。

### ジェンダー
- 選択的夫婦別姓制度の導入について、2017年のアンケートで「賛成」と回答[32]。2021年のアンケートで「どちらかと言えば賛成」と回答[33]。

- 同性婚を可能とする法改正について、2017年のアンケートで「賛成」と回答[32]。2021年のアンケートで「どちらかと言えば賛成」と回答[33]。

- 「LGBTなど性的少数者をめぐる理解増進法案を早期に成立させるべきか」との問題提起に対し、2021年のアンケートで「どちらかと言えば賛成」と回答[33]。

- クオータ制の導入について、2021年のアンケートで「どちらかと言えば反対」と回答[34]。

### その他
- 「原子力発電への依存度について今後どうするべきか」との問題提起に対し、2021年のアンケートで「下げるべき」と回答[34]。

- 新型コロナウイルス対策として、消費税率の一時的な引き下げは「必要」と回答[34]。

- 「ドナルド・トランプ大統領を信頼できるか」との問いに対し、2017年の毎日新聞社のアンケートで回答しなかった[35]。

## 所属団体・議員連盟
- 対中政策に関する国会議員連盟